# Julia Butters
Julia Butters (Los Angeles, 15 de abril de 2009) é uma atriz norte-americana, conhecida por interpretar Trudi Faser em Once Upon a Time in Hollywood (2019).